# Esperimento di Hershey-Chase
L'esperimento di Alfred D. Hershey e Martha Chase prova definitivamente nel 1952 che il materiale genetico è costituito da DNA e non da proteine. In seguito a questi risultati incontrovertibili anche gli scienziati che avevano criticato l'esperimento di Avery, di MacLeod e di McCarty si convincono dell'importantissimo ruolo biologico del DNA.

## Schema dell'esperimento
Hershey e Chase svolgevano studi su un fago, ovvero un virus in grado di infettare i batteri, nel loro caso il batterio Escherichia coli (E. coli); in particolare il fago di loro interesse era noto come "T2".
All'epoca era noto che T2 era formato esclusivamente da DNA protetto da un involucro proteico.
I due scienziati prepararono in parallelo due colture di Escherichia Coli:
- Nel terreno di coltura della prima introdussero fosforo (l'isotopo 32P).
- Nel terreno di coltura della seconda introdussero zolfo (l'isotopo 35S).

I batteri delle due colture metabolizzarono da una parte il fosforo e dall'altra lo zolfo introducendo questi atomi radioattivi nelle biomolecole presenti all'interno delle cellule. 
In particolare:
- Il fosforo si troverà in gran parte nei nucleotidi e di conseguenza anche negli acidi nucleici; non sarà presente invece in quantità significative nelle proteine.
- Lo zolfo si troverà nelle proteine (in particolare nell'amminoacido cisteina) e non si troverà nei nucleotidi.

A questo punto i ricercatori infettarono parallelamente le colture batteriche con il fago T2. Questo virus utilizza l'apparato biosintetico delle cellule di E. coli per replicare il proprio DNA e per sintetizzare le proteine del rivestimento (cfr. Ciclo litico di un virus).
Dal momento che i nucleotidi e gli amminoacidi utilizzati nella sintesi del DNA e delle proteine virali sono quelli presenti all'interno della cellula infettata, ne risulta che i fagi sviluppati dall'infezione nella prima coltura avranno un DNA marcato radioattivamente, mentre quelli sviluppati dall'infezione della seconda coltura avranno il rivestimento proteico esterno marcato radioattivamente.
Hershey e Chase separarono i fagi neoformati (quelli marcati) dai due terreni di coltura e, separatamente, li utilizzarono per infettare altre due colture di E. coli, in questo caso cresciute su terreni "standard" privi di isotopi radioattivi.
- Nel caso in cui i fagi infettanti avessero il DNA marcato, in seguito all'infezione gran parte della radioattività veniva misurata all'interno delle cellule batteriche colpite (e nel DNA di una parte dei nuovi fagi sviluppatisi in seguito a questa infezione).

- Nel caso in cui i fagi infettanti avessero il rivestimento proteico marcato, la radioattività veniva misurata solamente all'esterno delle cellule batteriche colpite (e non era presente sul rivestimento proteico dei nuovi fagi sviluppatisi in seguito a questa infezione).

Il processo utilizzato per determinare se la radioattività provenisse dall'interno o dall'esterno delle cellule fu il seguente: dopo un certo tempo dall'inizio dell'infezione, il terreno di coltura veniva posto in un omogeneizzatore. La conseguente agitazione provocava il distacco del rivestimento proteico dei virus dalla membrana cellulare (in questo caso si parla di "ombre fagiche" poiché questi rivestimenti proteici non contengono il DNA che è già stato iniettato nella cellula).
Il tutto veniva poi centrifugato: la parte cellulare (contenente eventualmente il DNA marcato) rimaneva sul fondo della provetta, mentre i rivestimenti proteici distaccati dalle membrane cellulari rimanevano in sospensione. A seconda di dove si misurava la maggiore radioattività era possibile dedurre se la molecola marcata si trovasse o meno all'interno della cellula.
Nel caso del DNA marcato la radioattività si misurò sul fondo della provetta:
Nel caso delle proteine marcate la radioattività si misurò sul sopranatante:

## Conclusione
Dal momento che il fago per replicarsi ha bisogno di introdurre all'interno della cellula ospite il suo materiale genetico per poter sfruttare l'apparato batterico di replicazione del DNA, appare evidente che questo materiale genetico deve per forza essere il DNA poiché, come dimostrato, le proteine non entrano nella cellula colpita mentre il DNA sì.
A questo punto rimaneva aperta un'ultima questione: "Di cosa è fatto il materiale genetico degli "organismi" che non contengono DNA (i virus a RNA)?".
La risposta a questa domanda non tardò ad arrivare in seguito a studi condotti sul virus del mosaico del tabacco (TMV) da Gierer e Schramm (1956) e da Fraenkel-Conrat e Singer (1957).